# Norman Darcy, 2. Baron Darcy of Nocton
Norman Darcy, 2. Baron Darcy of Nocton († 31. März 1340) war ein englischer Adliger und Politiker.
Norman Darcy entstammte der Familie Darcy, einer Adelsfamilie aus Lincolnshire. Er war der einzige Sohn von Philip Darcy, 1. Baron Darcy of Nocton. Wie sein Vater unterstützte Norman ab 1321 die Rebellion des Earl of Lancaster gegen König Eduard II. Dabei geriet auch er im März 1322 in der Schlacht bei Boroughbridge in die Gefangenschaft des Königs. Im Gegensatz zu anderen Rebellen wurde er aber begnadigt und erhielt am 31. Oktober 1322 das Gut von Carkwell zurück. Nach dem Sturz von Eduard II. vertrat er 1327 während eines Parlaments als Knight of the Shire Lincolnshire. Nach dem Tod seines Vaters 1333 erbte er dessen Besitzungen und den Titel Baron Darcy of Nocton. 1335 und 1336 diente er erneut als Knight of the Shire für Lincolnshire.
Mit seiner Frau Isabel hatte er mindestens einen Sohn:
- Philip Darcy, 3. Baron Darcy of Nocton (um 1331–vor 1350)

Philip wurde nach Norman Darcys Tod sein Erbe. Er starb jedoch vor dem 16. September 1350, bevor er volljährig wurde, vermutlich an der Pest. Daraufhin wurden die Besitzungen der Familie unter Julian und Agnes, den zwei Schwestern von Norman Darcy bzw. unter deren Nachkommen aufgeteilt. Der Titel Baron Darcy of Nocton fiel in Abeyance.